# Глебова-Стрешнева, Елизавета Петровна
Елизавета Петровна Стрешнева, в замужестве Глебова (21 февраля 1751 — 4 декабря 1837) — известная в обществе своим крутым нравом московская барыня, статс-дама, последняя представительница боярского рода Стрешневых, хозяйка и устроительница подмосковной усадьбы Глебово-Стрешнево.

## Биография
Дочь генерал-аншефа П. И. Стрешнева (1711-71) и Натальи Петровны (1716-59), дочери петровского сподвижника П. И. Яковлева, Елизавета Петровна была наречена родителями в честь правящей императрицы. Отец, из 9 детей сохранивший только одну младшую дочь, перенес на неё всю отцовскую любовь и очень баловал её, но когда она решила выйти по собственному выбору за вдовца с ребёнком, Федора Ивановича Глебова (1734-99), бывшего на 17 лет старше её, он воспротивился.
Брак их состоялся через год после смерти отца, в 1772 году. По собственному признанию, в «мужа своего она никогда не была влюблена, но замуж вышла за него, потому что поняла, что он единственный человек, над которым она сможет властвовать, вместе с тем уважая его». В браке родились три сына и дочь, из которых двое дожили до совершеннолетия, но всё же умерли раньше матери:

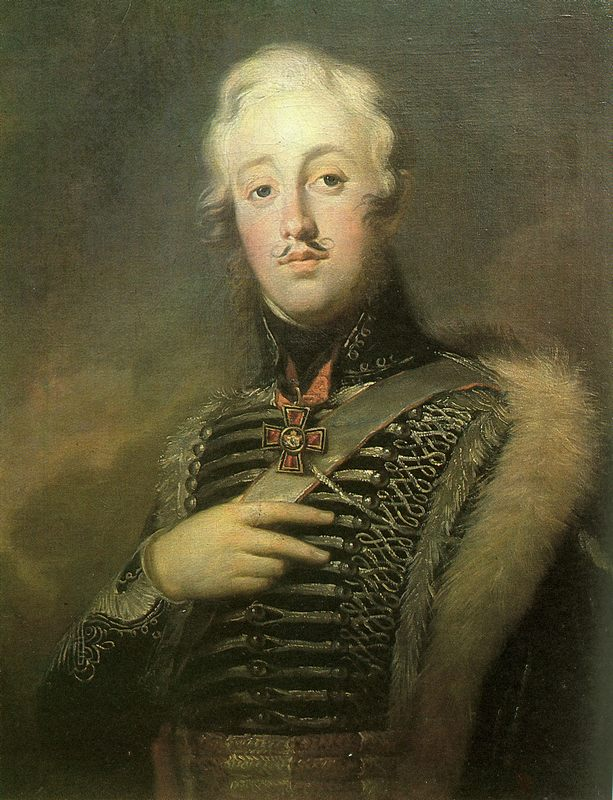
Пётр Глебов, сын

- Пётр Глебов-Стрешнев (1773—1807), генерал-майор, шеф Ольвиопольского гусарского полка, умер от ран. Женат на княжне Анне Васильевне Друцкой-Соколинской, дочери полковника (во втором браке за А. Д. Лесли).
- Дмитрий Глебов-Стрешнев (1782—1816), камер-юнкер, умер холостым. Мать никогда не разрешала ему ни жениться, ни служить. Жил во флигеле большого дома на Никитской и часто сказывался больным, чтобы не видеться с матерью и не подвергаться её дисциплине.

Для своей жены генерал Глебов возвёл в селе Покровском в конце парка изящный двухэтажный дом, названный в её честь «Елизаветино». В начале XX века барон Н. Н. Врангель писал про Елизаветино:

Дом полон дивных английских гравюр, хороших старых копий с семейных портретов. И на каждом шагу, в каждой комнате кажется, будто бродят тени тех, кто здесь жил. В красной маленькой гостиной виднеется надпись: «16 июля 1775 года императрица Екатерина Великая изволила посетить Елизаветино и кушать чай у владелицы оного Елизаветы Петровны Глебовой-Стрешневой».
После смерти мужа, в 1803-06 гг., Елизавета Петровна предприняла полную перестройку родовой усадьбы Покровское в стиле зрелого классицизма. Она слыла женщиной образованной, поэтому в барском доме была хорошая библиотека, приобретались современные технические новинки типа телескопа и микроскопа. Елизаветино было одним из тех мест, где Н. М. Карамзин трудился над «Историей государства Российского».

Со временем родство Стрешневых с царицей Евдокией Лукьяновной стало для Елизаветы Петровны навязчивой идеей. В барском доме села Покровское на стенах парадных комнат висели гербы Стрешневых и Глебовых в самом разнообразном исполнении. В 1803 году Елизавета Петровна через двоюродного брата (канцлера И. А. Остермана) добилась разрешения для сыновей своих, ввиду прекращения славного рода Стрешневых, именоваться Глебовыми-Стрешневыми. 

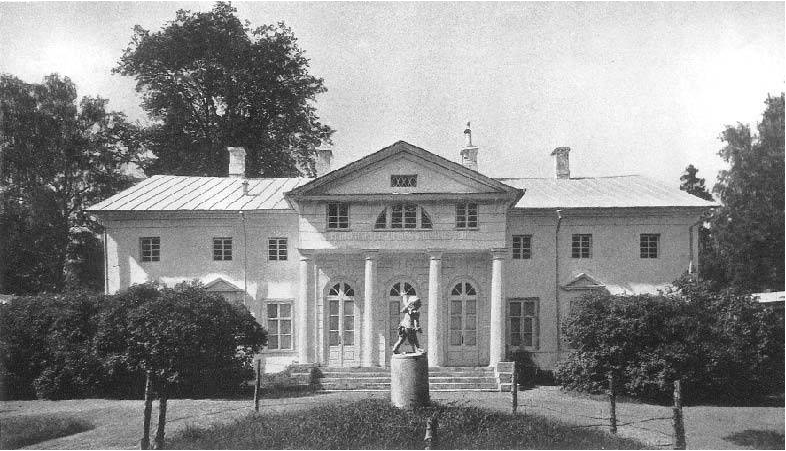
Ванный домик в Елизаветино и мраморная статуя Амура перед ним. Фото 1910-х гг.

Последние годы жизни вместе с внуками она жила в Москве в своём доме на Большой Никитской. В декабре 1817 года была пожалована в кавалерственные дамы ордена св. Екатерины меньшого креста, а в день коронации императора Николая I — в статс-дамы. По воспоминаниям, отличалась строгим, деспотичным характером, из-за чего внуки её много страдали. Скончалась в декабре 1837 года и похоронена рядом с мужем в Донском монастыре. Слово при погребении её произнёс протоиерей Иоанн Русинов.

Е. П. Глебова-Стрешнева принадлежит к числу интереснейших личностей своего времени, являясь пережитком старины и убежденной носительницей преданий русского барства. Она отличалась непреклонной волей и деспотизмом, соединенными с гордостью и высокомерием, и в то же время чувствительностью. Окружающие трепетали перед ней. Внучек своих, дочерей старшего сына, Елизавета Петровна воспитывала по-спартански, несмотря на своё богатство, сознавая, насколько ей в своё время повредило баловство отца.— Русский биографический словарь
Правнучка Елизаветы Петровны, княгиня Е. Ф. Шаховская-Глебова-Стрешнева, составила её биографию на французском языке: «Mon aïeule» (Paris, 1898) и на немецком языке, изданную совместно с 2 другими биографиями, «Drei russische Frauengestalten» (Heidelberg, 1903), с предисловием проф. Куно Фишера. Несмотря на всё своё уважение к памяти прабабушки, княгиня нещадно перестроила в русском стиле и барский дом в Покровском, а также городскую усадьбу на Большой Никитской улице в Москве. Городскую усадьбу впоследствии занял театр Парадиз, а ныне в здании — Театр имени В. Маяковского.